# AKB49: 연애금지조례
《AKB49:연애금지조례》(AKB49〜恋愛禁止条例〜 에이케이비 포티나인: 렌아이킨시조레이[*])는 모토아자부 팩토리가 원작, 미야지마 레이지가 그림, 다카하시 히사시가 원안 협력을 맡은 연애 만화이다.
고단샤의 《주간 소년 매거진》에 2010년 제39호부터 연재 중이며, 남자 주인공 우라야마 미노루가 우라카와 미노리라는 이름으로 AKB48에 들어가 연구생부터 정식 멤버를 목표로하는 내용이다.